# Ole Olsen (strzelec)
Ole Olsen (ur. 7 czerwca 1869 w Lynge, zm. 7 września 1944 w Kopenhadze) – duński strzelec, medalista olimpijski.
Dwukrotny uczestnik igrzysk olimpijskich (IO 1908, IO 1912). Wystąpił w 4 konkurencjach, w tym 3 razy drużynowo. W 1912 roku zajął 12. miejsce w swoim jedynym indywidualnym starcie – w karabinie dowolnym w trzech postawach z 300 m. Na tych samych igrzyskach zdobył brązowy medal w drużynowych zawodach z karabinu dowolnego w trzech postawach z 300 m, uzyskując najlepszy rezultat w reprezentacji Danii (skład zespołu: Niels Andersen, Jens Hajslund, Laurits Larsen, Niels Larsen, Lars Jørgen Madsen, Ole Olsen).

## Wyniki

### Igrzyska olimpijskie
| Igrzyska       | Konkurencja                                     | Wynik                                               | Miejsce | Źródło |
| -------------- | ----------------------------------------------- | --------------------------------------------------- | ------- | ------ |
| Londyn 1908    | Karabin dowolny, trzy postawy, 300 m, drużynowo | 4543 pkt. (druż.) 754 pkt. ind. (283–257–214)       | 4       | [ 3 ]  |
| Londyn 1908    | Karabin wojskowy, drużynowo                     | 1909 pkt. (druż.) 282 pkt. ind. (62–64–63–21–48–24) | 8       | [ 4 ]  |
| Sztokholm 1912 | Karabin dowolny, trzy postawy, 300 m            | 926 pkt. (315–291–320)                              | 12      | [ 1 ]  |
| Sztokholm 1912 | Karabin dowolny, trzy postawy, 300 m, drużynowo | 5529 pkt. (druż.) 983 pkt. ind. (353–329–301)       |         | [ 2 ]  |